# Corumbataia
Corumbataia is een geslacht vanstraalvinnige vissen uit de familie van de harnasmeervallen (Loricariidae).

## Soorten
- Corumbataia britskii Ferreira & Ribeiro, 2007
- Corumbataia cuestae Britski, 1997
- Corumbataia tocantinensis Britski, 1997
- Corumbataia veadeiros Carvalho, 2008